# بخش اوکتیابرسکی، استان آمور
بخش اوکتیابرسکی (به لاتین: Oktyabrsky District) یک منطقهٔ مسکونی در روسیه است که در استان آمور واقع شده‌است.